# Frieda Fiedler
Frieda Fiedler, geborene Frieda Mannigel (* 14. April 1885 in Altona; † 21. Dezember 1965 in Königstein im Taunus) war eine deutsche Politikerin (SPD, SED).

## Leben und Wirken
Fiedler wurde als Tochter eines Korbmachers geboren. Sie besuchte die Volksschule in Halle (Saale). Als junge Frau trat Fiedler 1908 in die Sozialdemokratische Partei Deutschlands (SPD) ein. In der Partei engagierte sie sich zunächst im Bereich der Frauenarbeit, insbesondere in ihrer langjährigen Heimatstadt Bernburg. Nach dem Ersten Weltkrieg beteiligte sie sich dort auch an der Gründung der örtlichen Arbeiterwohlfahrt, deren erste Vorsitzende sie wurde. Im Jahr 1921 nahm sie am Görlitzer Parteitag teil. Von 1920 bis 1933 war Fiedler Stadträtin in Bernburg. Im Jahr 1920 wurde sie Vorsitzende des Ortsausschusses und 1929 Vorsitzende des Bezirksausschusses im Stadtrat. Politisch engagierte Fiedler sich für den Ausbau der Schwangeren- und Säuglingsfürsorge, der Tuberkulosefürsorge sowie für die Einrichtung von Kinder- und Jugendheimen, für die Organisation von Kinderferienspielen, für Schulspeisungen, für hygienische Wohnverhältnisse und die Sicherung des Existenzminimums.
In den Jahren 1924 bis 1932 gehörte Fiedler dem Landtag des Freistaates Anhalt an, in dem sie die meiste Zeit als einziges weibliches Mitglied saß. Im Landtag gehörte Fiedler dem Eingabenausschuss sowie dem Beirat der Strafanstalt Coswig an. 1924, 1928, 1930, 1932 und 1933 kandidierte Fiedler erfolglos für einen Sitz im Reichstag. Am 2. Januar 1932 kam Fiedler im Nachrückverfahren für den verstorbenen SPD-Abgeordneten Hermann Beims in den Reichstag, in dem sie den Wahlkreis 10 (Magdeburg) vertrat und dem sie bis zur Reichstagswahl vom Juli 1932 angehörte.
Nach 1945 trat Fiedler der Sozialistischen Einheitspartei Deutschlands (SED) bei, für die sie der Stadtverordnetenversammlung von Magdeburg angehörte. Später verzog sie in die Bundesrepublik Deutschland und lebte in Königstein im Taunus und zuletzt in Schneidhain.